# Trần Uyển Đình
Trần Uyển Đình (陳婉婷; sinh ngày 7 tháng 10 năm 1988) là một cựu cầu thủ và huấn luyện viên bóng đá . Cô là huấn luyện viên trưởng hiện tại của Giang Tô L.F.C. Năm 2016, cô trở thành người phụ nữ đầu tiên huấn luyện một đội bóng đá chuyên nghiệp nam giành chức vô địch giải đấu hàng đầu quốc gia. Năm 2017, cô trở thành người phụ nữ đầu tiên huấn luyện một câu lạc bộ bóng đá nam ở một giải đấu hàng đầu châu lục khi dẫn dắt đội Đông Phương gặp Quảng Châu tại giải AFC Champions League.

## Sự nghiệp
Vào tháng 12 năm 2015, cô được bổ nhiệm làm huấn luận viên Câu lạc bộ thể thao Đông Phương ở Giải bóng đá Ngoại hạng Hồng Kông, thay thế Dương Chính Quang. Cô là nữ huấn luyện viên đầu tiên của giải đấu.
Cô quan tâm đến bóng đá bởi sự ngưỡng mộ của cô khi còn là một thiếu niên đối với David Beckham. Cô tốt nghiệp Đại học Trung văn Hồng Kông ngành địa lý năm 2010 và nhận bằng thạc sĩ về khoa học thể thao và quản lý sức khỏe trong thời gian làm việc tại Pegasus và Southern. Bất chấp mong muốn ban đầu của cha mẹ, vị trí đầu tiên của cô sau khi tốt nghiệp đại học là nhà phân tích dữ liệu cho Hong Kong Pegasus FC (khi đó được gọi là TSW Pegasus FC). Trước khi gia nhập Câu lạc bộ bóng đá Đông Phương, cô từng làm trợ lý huấn luyện viên tại các câu lạc bộ ở Giải Ngoại hạng Hồng Kông là Pegasus FC và Khu Nam FC . Cô cũng giữ vai trò huấn luyện cho các đội bóng đá và futsal của hiệp hội bóng đã nữ quốc gia Hồng Kông, đồng thời chơi ở cấp câu lạc bộ không chuyên nghiệp cho một đội từ Sa Điền. Trong thời gian thi đấu cho Pegasus FC, cô đã dẫn dắt đội U18 của họ giành được 3 danh hiệu.
Cô đã dẫn dắt đội Đông Phương giành chức vô địch mùa giải 2015 -16, chỉ thua một trong mười lăm trận. Với chiến thắng của Đông Phương, cô trở thành người phụ nữ đầu tiên huấn luyện một đội bóng đá chuyên nghiệp nam giành chức vô địch giải đấu hàng đầu quốc gia.
Trong một cuộc phỏng vấn vào tháng 3 năm 2016, cô bày tỏ sự quan tâm đến việc quản lý các đội ở những nơi khác ở châu Á có nền văn hóa bóng đá lâu đời hơn, nhưng cô cũng hy vọng rằng thành công của mình sẽ thúc đẩy đầu tư vào bóng đá ở Hồng Kông.
Năm 2016, cô được chọn là một trong Top 100 Phụ nữ của BBC .
Năm 2017, cô trở thành người phụ nữ đầu tiên huấn luyện một câu lạc bộ bóng đá nam ở một giải đấu hàng đầu châu lục khi dẫn dắt Đông Phương gặp đội Quảng Châu ở AFC Champions League .
Cô từ chức vào tháng 5 năm 2017 với lý do căng thẳng, không giành được danh hiệu trong mùa giải 2016-17 và mong muốn hoàn thành các khóa học chứng chỉ huấn luyện chuyên nghiệp của mình.
Vào ngày 18 tháng 7 năm 2018, cô trở lại với vai trò huấn luyện viên trưởng của đội Đông Phương. Cô từ chức sau chưa đầy bảy tháng vào ngày 4 tháng 2 năm 2019 khi chỉ giành được một chiến thắng trong 10 trận đấu.